# Foliaj

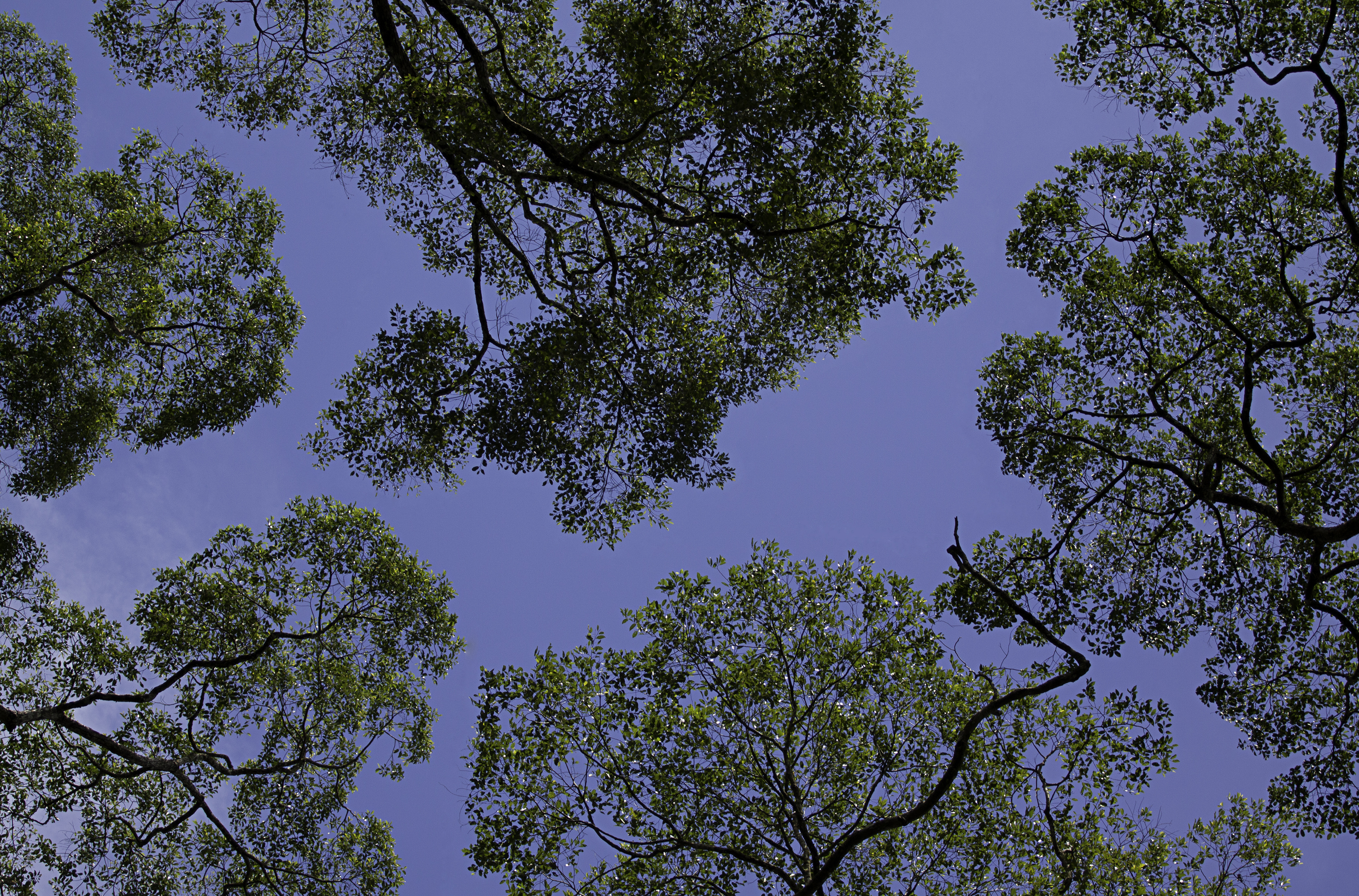

Foliaj sau frunziș este stratul format de ansamblul frunzele plantelor. Foliajul constituie un strat izolator între atmosfera terestră din exterior și sol; unul din efectele acestui strat îl constituie intercepția precipitațiilor atmosferice și împiedecarea căderii lor pe sol precum și intercepția razelor și luminii solare. Foliajul constituie un ecosistem aparte.

## Legături externe
- http://dexonline.ro/definitie/frunzi%C8%99

- „foliaj” la DEX online